# Agrostis articulata
Agrostis articulata é uma espécie de gramínea do gênero Agrostis, pertencente à família Poaceae.